# Арелія Ейдіс Гудмундсдоттір
Арелія Ейдіс Гудмундсдоттір (ісл. Árelía Eydís Guðmundsdóttir; нар. 16 жовтня 1966) — ісландська письменниця. Є також членом міської ради Рейк’явіка , консультанткою і доцентом кафедри менеджменту та лідерства в Університеті Ісландії. Голова Ради з питань гендерної рівності, відома своєю роботою щодо лідерства та кар'єри.

## Біографія
Народилася в Кефлавіку, Ісландія, старша з чотирьох дітей  Арелія відвідувала Університет Ісландії, де отримала ступінь бакалавра політології в 1991 році. У 1993 році вона отримала ступінь магістра з промислових відносин і управління персоналом у Лондонській школі економіки, а пізніше здобула ступінь доктора філософії з політичних наук в Університеті Ессекса та Університеті Ісландії, яку отримала в 2001 році 

## Нагороди та визнання
У 2018 році. Demystifying Leadership in Iceland: An Inquiry into Cultural, Societal, and Entrepreneurial Uniqueness була номінована як «Книга року» Європейською академією менеджменту, яка є найбільшою організацією в галузі менеджменту в Європі.

## Романи
Арелія Ейдіс Гудмундсдоттір написала кілька романів
- Sara (2019)
- Sterkari í seinni hálfleik (2017)[9][10]
- Tapað fundið (2015)[11][12]
- Á réttri hillu (2011)[13]

## Вибрані публікації
- Minelgaite, I., Guðmundsdóttir, S., Guðmundsdóttir, Á.E., Stangej, O. (2018) Demystifying Leadership in Iceland: An Inquiry into Cultural, Societal, and Entrepreneurial Uniqueness, Springer, September 2018.[14]
- Árelía Eydís Guðmundsdóttir. (2012) Móti hækkandi sól, Salka, 2012.[15]
- Árelía Eydís Guðmundsdóttir. (2002) Íslenskur vinnumarkaður á umbrotatímum : sveigjanleiki fyrirtækja, stjórnun og samskipti aðila vinnumarkaðarins, Háskólinn í Reykjavík, 2002.[16]